# Ensemble
Ensemble (рус. Вместе) — второй студийный альбом французского певца, автора-исполнителя и победителя проекта «The Voice : La Plus Belle Voix» Кенджи Жирака, выпущенный 30 октября 2015 года на лейбле Universal Music France и Mercury Records.

## Об альбоме
- Песня No Me Mires Más является дуэтом с рэпером Сопрано.
- Во Франции альбом стал вторым лучшим альбомом за 2015 год,  после альбома другого исполнителя Франсиса Кабреля In extremis. Было продано 101 200 экземпляров[1].

## Список композиций
Часть его песен сочинил сам певец.
| №   | Название                                    | Автор(ы) | Длительность |
| --- | ------------------------------------------- | --- | ------------ |
| 1.  | «Tu Y Yo (рус. Ты и я)»                     | Felipe Saldivia, Fred Savio, Thomas Laroche                                                                                                  | 3:42         |
| 2.  | «Me Quemo (рус. Я горю)»                    | Saldivia, Savio, Laroche | 3:15         |
| 3.  | «No Me Mires Más (feat. Сопрано)»           | Saldivia, Savio, Saïd M'Roumbaba | 4:10         |
| 4.  | «C'est trop»                                | Davide Esposito, Renaud Rebillaud, Nazim Khaled, Matthieu Mendes                                                                             | 2:42         |
| 5.  | «Les yeux de la mama (рус. Мамины глаза)»   | Nazim Khaled, Johan Errami | 3:22         |
| 6.  | «Jamais trop tard (рус. Никогда не поздно)» | Rebillaud, Laroche Rebillaud | 3:41         |
| 7.  | «Besame (рус. Обними)»                      | Rebillaud, Antoine Abardonado, Manuel Gutierez                                                                                               | 3:26         |
| 8.  | «Una Mujer (рус. Женщина)»                  | Frankie Romano, Michael Carlos Jones, Saldivia, Taurian Shropshire, Savio, Laroche, Sean Combs, Chauncey Lamon Hawkins, Mario Mendell Winans | 3:39         |
| 9.  | «La morale (рус. Мораль)»                   | Rachid Mir, Christian Dessart, Khaled | 3:08         |
| 10. | «Mes potes et moi (рус. Мои друзья и я)»    | Mir, Dessart, Khaled | 2:44         |
| 11. | «Où va le monde? (рус. Куда катится мир?)»  | Skalpovich, H Magnum, Karim Deneyer, R. Koua                                                                                                 | 5:20         |
| 12. | «Ma solitude (рус. Моё одиночество)»        | Esposito, Mendes, Rebillaud, Khaled | 3:07         |
| 13. | «Amor Y Libertad (рус. Любовь и свобода)»   | Abardonado | 3:40         |

## Чарты и сертификации
| Чарт                            | Максимальная позиция |
| ------------------------------- | -------------------- |
| Бельгия/Фландрия (Ultratop)     | 88                   |
| Бельгия/Валлония (Ultratop)     | 1                    |
| Франция (SNEP)                  | 1                    |
| Швейцария (Schweizer Hitparade) | 1                    |